# Fornos (Marco de Canaveses)
Fornos ist ein Ort und eine ehemalige Gemeinde (Freguesia) im portugiesischen Kreis Marco de Canaveses. Die Gemeinde hatte 3624 Einwohner (Stand 30. Juni 2011).
Am 29. September 2013 wurden die Gemeinden Fornos, Rio de Galinhas, Freixo, São Nicolau und Tuias zur neuen Gemeinde Marco zusammengeschlossen.